# Szentháromság-templom (Gyulafehérvár, ortodox)
A gyulafehérvári Szentháromság-templom műemlék Romániában, Fehér megyében. A romániai műemlékek jegyzékében az AB-II-m-A-00117 sorszámon szerepel. Abban az utcában a 69-es szám alatt található a görögkatolikus Szentháromság-templom, amely nem műemlék.